# Šárka Kašpárková
Šárka Kašpárková (20 de maio de 1971) é uma ex-atleta tcheca campeã mundial do salto triplo.
Começou no atletismo no salto em altura – competiu nele nos Jogos de Barcelona 1992 – e passou para o salto triplo quando este se tornou modalidade olímpica, conquistando uma medalha de bronze em Atlanta 1996. No Campeonato Mundial de Atletismo de 1997 em Atenas, ela conquistou o ouro com um salto de 15,20 m, então o segundo maior da história. Também tem duas medalhas de bronze indoor no Campeonato Mundial de Atletismo em Pista  Coberta. 